# Скупштина у Крагујевцу (1843)
Скупштина у Крагујевцу је одржана 28. јула 1843.

## Скупштина у Крагујевцу 1843
На видовданској скупштини 1843, Кнез Александар био је изабран за Кнеза Србије, али се султановој потврди опирала Русија све дотле док се Вучић и Петронијевић не удаље из Србије. Русија је обећавала Турској да ће, ако Вучић и Петронијевић не би хтели на леп начин да напусте Србију, помоћи Турску једним корпусом војске која се налазила спремна у Могилеву, па би тај руски корпус, заједно са турском војском, ушао у Србију. Пуномоћник руског цара барон Ливен обавестио је о овоме Савет тражећи да се жеља руског цара испуни. Да би по тој ствари консултовао народну скупштину Савет је одредио да се скупштина састане 28. јула 1843. y Крагујевцу.
Скупштина се састала у заказани дан. Првог дана њеног рада Скупштина није пристајала да се Вучић и Петронијевић удаљују из Србије. Вучић и Петронијевић су, међутим, убедили скупштину у потребу да се тражење русмог цара изврши, бар привремено, и да скупштина треба да даде пристанак на њихово удаљење. Кад је скупштина пристала на ту одлуку, Вучић и Петронијевић напустили су Србију, чиме је отпао главни разлог Портиног отезања признања избора Кнеза Александра.
Дана 2. септембра 1843. кнежевски берат прочитан је свечано на Калемегдану, у присуству државних и црквених достојанственика и скупштинара. Тим актом завршен је један дуг период унутрашњих и спољнополитичких борби.